# Verfassungsreferendum in Ägypten 2012
Ein Verfassungsreferendum wurde in Ägypten am 15. und am 22. Dezember 2012 abgehalten.
Für die Durchführung des Referendums sind die ägyptischen Gouvernements in zwei Gruppen aufgeteilt worden. In der ersten Gruppe, die 10 Gouvernements umfasst, namentlich Kairo, Alexandria, Gharbiya, Scharqiya, Daqahliya, Assiut, Sohag, Assuan, Nord- und Süd-Sinai wurde am 15., in der zweiten Gruppe, die die übrigen 17 Gouvernements abdeckt, darunter Gizeh, El-Fayyoum und Suez, wurde am 22. Dezember abgestimmt.
Ägypter, die außerhalb des Landes leben, sollten ursprünglich vom 8. bis zum 11. Dezember abstimmen dürfen. Das Enddatum dieser Zeitspanne wurde aber auf den 17. Dezember hinausgeschoben, da in den ersten Tagen der Andrang in einigen ägyptischen Auslandsbotschaften groß gewesen ist.
Am 25. Dezember 2012 gab das das Referendum beaufsichtigende Gremium offiziell bekannt, dass der Verfassungsentwurf mit Mehrheit von der ägyptischen Bevölkerung angenommen worden ist. Einen Tag später unterzeichnete Präsident Mursi die Verfassung, die damit in Kraft trat. Somit hätten bis zum 26. Februar 2013 Parlamentswahlen stattfinden müssen. 
Vor der Abstimmung zum Referendum hatte die stärkste Partei in der Verfassunggebenden Versammlung, die Freiheits- und Gerechtigkeitspartei (die den Muslimbrüdern nahesteht), erklärt, dass es Direktwahlen für eine neue Verfassunggebende Versammlung geben würde, falls die neue Verfassung nicht angenommen werde. Dieser Fall ist nicht eingetreten.

Ergebnis nach Gouvernement
Gouvernement, das für „Ja“ stimmte
Gouvernement, das unterhalb des nationalen Durchschnitts für „Ja“ stimmte
Gouvernement, das für „Nein“ stimmte

## Verfassungsgegenstand
Die Wähler werden gefragt, ob sie eine neue Verfassung annehmen, die durch die Verfassunggebende Versammlung ausgearbeitet wurde. Der zugrundegelegte Entwurf wurde in einer 19-stündigen Sitzung in der Nacht zum 30. November 2012 beschlossen. Wie in der Vorgängerverfassung von 1971 sollen Prinzipien des islamischen Rechts (Scharia) Hauptquelle der Gesetzgebung sein. Die Amtszeit des Präsidenten soll, anders als bisher, auf zwei Wahlperioden, also maximal acht Jahre, begrenzt werden.
Laut Vizepräsident Mahmud Makki gelten 15 der 234 Artikel des Verfassungsentwurfs als umstritten. Mekki lud die Opposition ein, bis zum Termin der Abstimmung einen Konsens zu diesen Artikeln zu finden. Als zu vage und dehnbar kritisierte die Opposition insbesondere Regelungen zur Bewahrung der „wahren Werte der ägyptischen Familie“, zur Garantie von „Ethik und Moral und öffentliche[r] Ordnung“, sowie das verfassungsrechtliche Verbot der Beleidigung einzelner Personen und der Propheten. Die Kritiker befürchten, dass der Staat mit diesen Vorschriften die Beschränkung der im Entwurf garantierten Meinungsfreiheit rechtfertigen könnte. Religionsfreiheit sieht der Verfassungsentwurf nur für die sogenannten Buchreligionen, nicht aber für kleinere Glaubensgemeinschaften, vor. Es gibt ein allgemeines Gleichbehandlungsgebot und Diskriminierungsverbot für alle Bürger, jedoch wurde ein zunächst vorgeschlagener Artikel zur Gleichstellung der Frau aus der endgültigen Fassung gestrichen.

## Unregelmäßigkeiten
Menschenrechtsgruppen und Oppositionelle warfen den Muslimbrüdern vor, die Wahl zum Verfassungsreferendum manipuliert zu haben. 
So sollen sich zahlreiche Muslimbrüder in den Wahllokalen selber als den Wahlprozess überwachende Juristen ausgegeben haben, die dann jedoch Nein-Stimmen vielerorts nur vernichtet haben. Bürger sollen hierzu mehr als 4000 Verstöße gemeldet haben, die von Wahlbeobachtern jedoch ignoriert wurden. 
Auch sollen in manchen Gegenden Liberale, Christen und Linke an der Stimmabgabe gehindert worden sein.
Die Nationale Heilsfront, in der die wichtigsten liberalen und säkularen Oppositionsparteien zusammengeschlossen sind, erklärte „Das Ausmaß der Manipulationen zeigt den klaren Willen der Muslimbrüder, den Willen der Wähler zu verfälschen, um die Verfassung der Bruderschaft durchzubringen“.

## Gegner und Unterstützer
Der ägyptische Richterclub hat angekündigt, das Referendum zu boykottieren. Für die Gültigkeit der Abstimmung ist die Überwachung durch Richter jedoch erforderlich. Dazu wird landesweit die Mitwirkung von 7000 Richtern benötigt.
Das Bündnis der Nationalen Heilsfront war strikt gegen das Referendum: So beteiligte sich die Verfassungspartei an einer Nein-Abstimm-Kampagne, Mitglieder der Ägyptischen Sozialdemokratischen Partei stimmten ebenfalls mit Nein ab, während die Partei der Freien Ägypter die Abstimmung boykottierte. Auch die Partei Starkes Ägypten leitete eine Kampagne ein, bei der im Referendum mit Nein abgestimmt werden soll. Die Hazemoun-Bewegung, Anhänger des radikalen Predigers Hazem Salah Abu Ismail, ist ebenfalls gegen die Verfassung, da sie die Scharia nicht zur einzigen Quelle der Gesetzgebung macht.
Zu den erklärten Unterstützern zählen die salafistische Partei des Lichts, die Aufbau- und Entwicklungspartei, welche der politische Arm der islamistischen Gamaa Islamija ist, und die Partei für Unversehrtheit und Entwicklung.

## Ergebnisse nach Runden
Noch nicht offiziell bestätigtes Ergebnis der ersten Runde:
| Option                              | Stimmen   | Anteil   |
| ----------------------------------- | --------- | -------- |
| Dafür                               | 4.595.311 | 56,50 %  |
| Dagegen                             | 3.536.838 | 43,50 %  |
| Ungültige Stimmen                   |           | –        |
| Gesamt                              | 8.132.149 | 100,00 % |
| registrierte Wähler/Wahlbeteiligung |           | 33 %     |
| Quelle: al-Ahram                    |           |          |

Noch nicht offiziell bestätigtes Ergebnis der zweiten Runde:
| Option                              | Stimmen   | Anteil   |
| ----------------------------------- | --------- | -------- |
| Dafür                               | 5.783.273 | 71,43 %  |
| Dagegen                             | 2.313.377 | 28,57 %  |
| Ungültige Stimmen                   |           | –        |
| Gesamt                              | 8.096.650 | 100,00 % |
| registrierte Wähler/Wahlbeteiligung |           | 32 %     |
| Quelle: al-Ahram                    |           |          |

## Gesamtergebnis

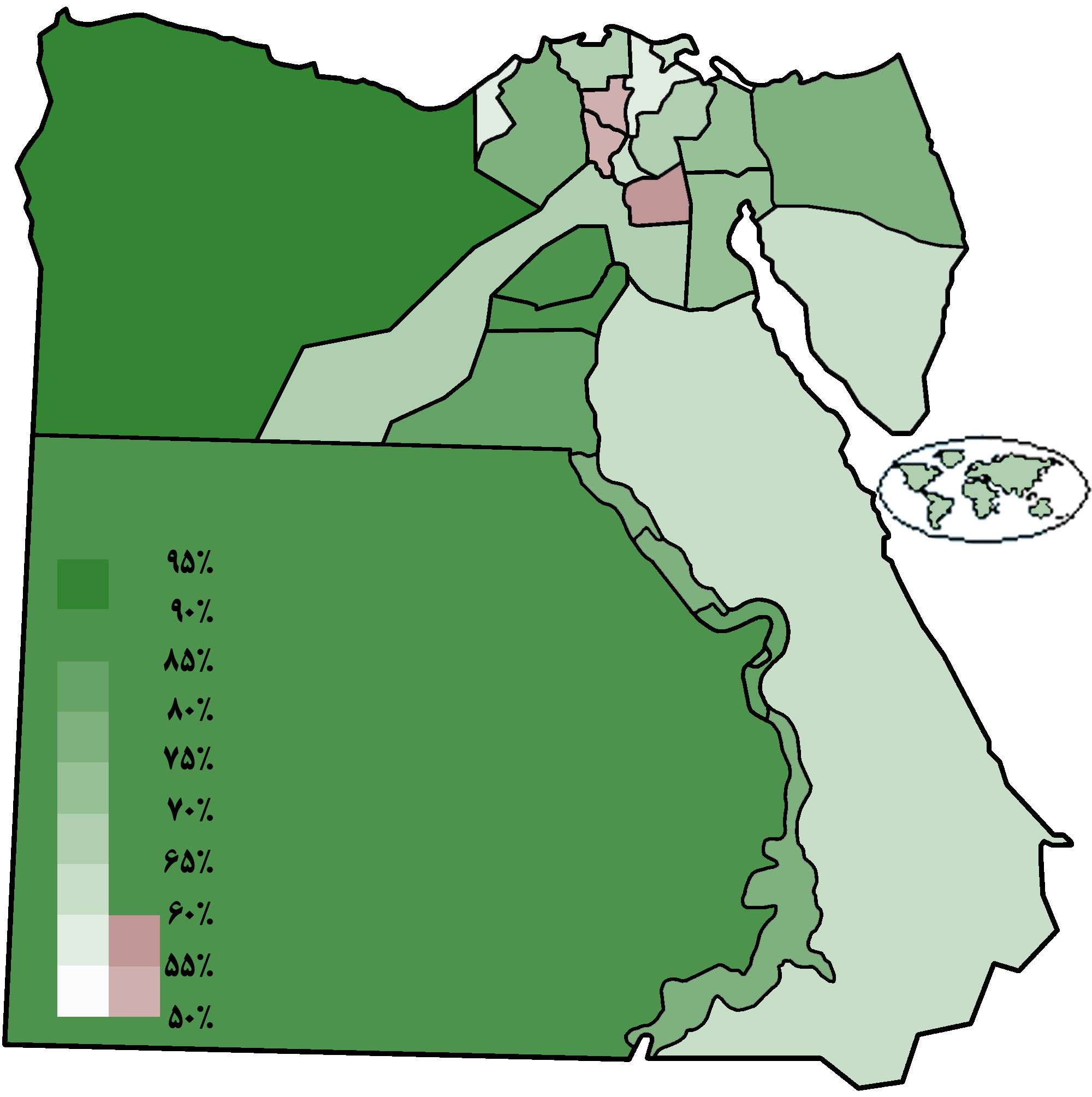
Mehrheiten nach Gouvernement: grün (ja), rot (nein)

Offiziell bestätigtes Gesamtergebnis (insgesamt 16.754.922 oder 98,22 % gültige Stimmen):
| Option                              | Stimmen    | Anteil   |
| ----------------------------------- | ---------- | -------- |
| Dafür                               | 10.693.911 | 63,83 %  |
| Dagegen                             | 6.061.011  | 36,17 %  |
| Ungültige Stimmen                   | 303.395    | 1,78 %   |
| Gesamt                              | 17.058.317 | 100,00 % |
| registrierte Wähler/Wahlbeteiligung |            | 32,9 %   |
| Quelle: al-Ahram                    |            |          |

Die Gesamtanzahl der stimmberechtigten Wähler betrug 51.919.067.

## Galerie

Zweite Runde der Volksabstimmung zur ägyptischen Verfassung (22. Dezember 2012):
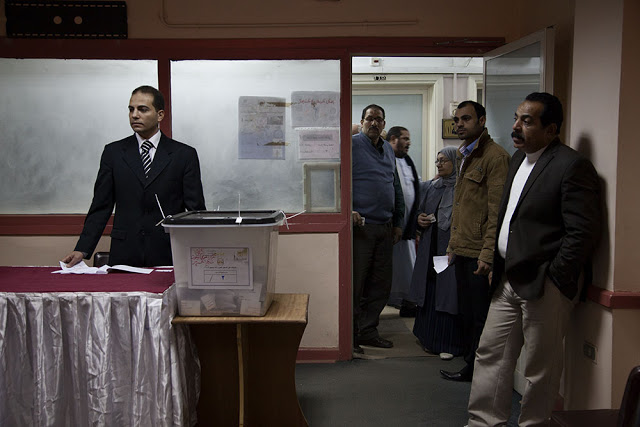
Wahlbüro mit Wahlurne
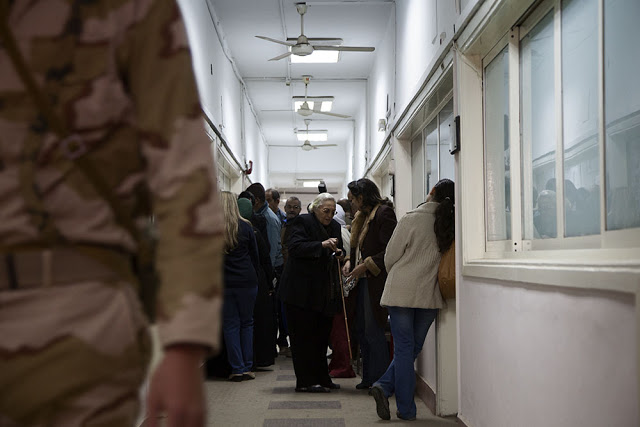
Beaufsichtigung des Verfassungsreferendums in Kairo durch die ägyptische Armee
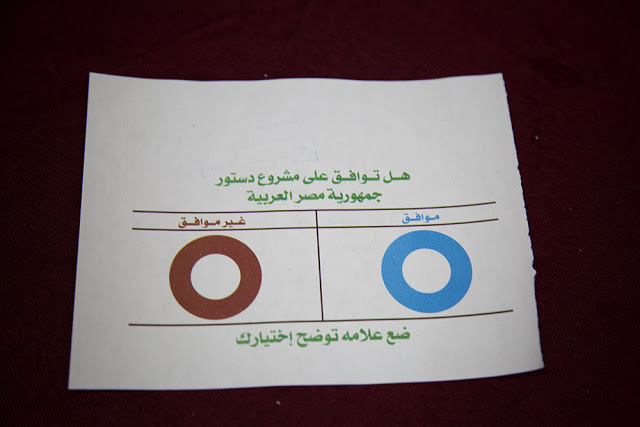
Stimmzettel in Kairo für das Verfassungsreferendum mit Nein-Stimme (roter Kreis) und Ja-Stimme (blauer Kreis)
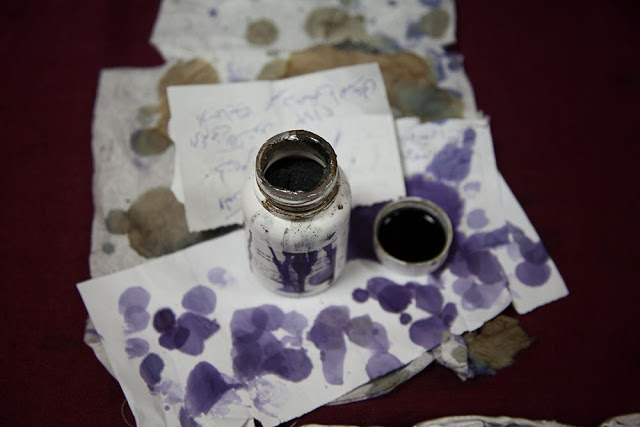
Wähler in Kairo färben sich die Finger nach Abgabe des Stimmzettels mit Tinte ein, um Mehrfachstimmen zu verhindern
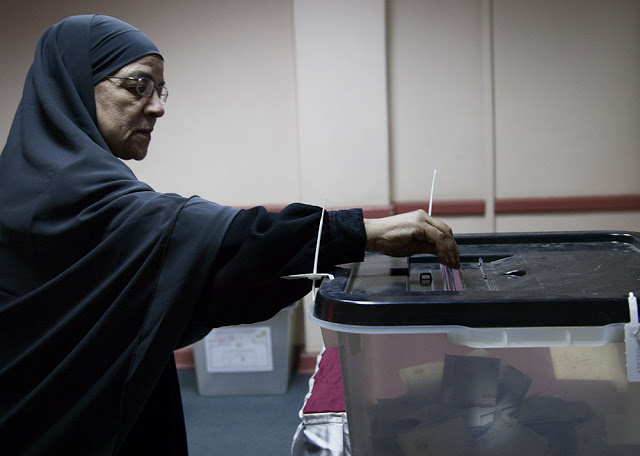
Ägypterin bei der Stimmabgabe in Gizeh